# Ferenc Ilyés
Ferenc Ilyés (Odorheiu Secuiesc,  20 de diciembre de 1981) es un exjugador de balonmano húngaro que se desempeñaba como lateral izquierdo o central. Su último equipo fue el Tatabánya KC. Fue un componente de la selección de balonmano de Hungría.
Con la selección se quedó a las puertas de la medalla en los Juegos Olímpicos de Atenas 2004 y en los Juegos Olímpicos de Londres 2012.

## Palmarés

### Pick Szeged
- Liga húngara de balonmano (1): 2007
- Copa de Hungría de balonmano (1): 2006
- Copa EHF (1): 2014

### Veszprém
- Liga húngara de balonmano (3): 2008, 2009, 2012
- Copa de Hungría de balonmano (2): 2009, 2012

## Clubes
- SC Pick Szeged (2000-2007)
- Makói KC (2001-2002) (cedido)
- MKB Veszprém (2007-2009)
- TBV Lemgo (2009-2011)
- MKB Veszprém (2011-2012)
- Orlen Wisła Płock (2012-2013)
- SC Pick Szeged (2013-2016)
- Tatabánya KC (2016-2021)